# 사이타마 시티컵
사이타마 시티컵(일본어: さいたまシティカップ, 영어: Saitama City Cup)은 매년 일본 사이타마현 사이타마시에서 개최되는 국제 친선 축구대회이다. 사이타마시 연고 구단들인 우라와 레드 다이아몬즈 혹은 오미야 아르디자와 초청팀 간의 경기로 진행된다.
2003년 대회부터 2008년 대회까지는 우라와 레드 다이아몬즈가 주최하여 사이타마 스타디움 2002에서 열렸다. 2009년 대회는 개최되기로 예정되었지만 당해 인플루엔자A(H1N1)가 창궐하면서 취소되었다. 2010년 대회와 2011년 대회는 오미야 아르디자가 주최하여 오미야 공원 축구장에서 열렸다. 2012년에는 대회가 개최되지 않았으며, 2013년에 대회가 재개되었다. 2013년 대회부터는 다시 우라와 레드 다이아몬즈가 주최한다. 2014년부터 2016년까지 대회가 개최되지 않았으며, 2017년에 대회가 재개되었다. 역대 사이타마 시티컵에 초청된 K리그 구단으로는 수원 삼성 블루윙즈, FC 서울이 있다.

## 역대 대회

### 2003 사이타마 시티컵
| 2003년 6월 4일 | 우라와 레즈                      | 2 - 2 | 페예노르트                | 사이타마 스타디움 2002 |  |  |
| UTC+9 19:10    | 다나카 다쓰야 61′ · 이메르송 62′ |       | 마리아노 봄바르다 17′ 57′ | 관중 수: 52,247        |  |  |
|                |                                  |       |                           |                        |  |  |

### 2004 사이타마 시티컵
| 2004년 7월 27일 | 우라와 레즈  | 1 - 0 | 인테르밀란 | 사이타마 스타디움 2002 |  |  |
| UTC+9 19:05     | 이메르송 50′ |       |            | 관중 수: 57,633        |  |  |
|                 |              |       |            |                        |  |  |

### 2005 사이타마 시티컵
| 2005년 6월 15일 | 우라와 레즈 | 0 - 3 | 바르셀로나                                  | 사이타마 스타디움 2002 |  |  |
| UTC+9 19:04     |             |       | 사비 에르난데스 11′ · 헨리크 라르손 39′ 77′ | 관중 수: 57,143        |  |  |
|                 |             |       |                                             |                        |  |  |

### 2006 사이타마 시티컵
| 2006년 7월 31일 | 우라와 레즈         | 1 - 0 | 바이에른 뮌헨 | 사이타마 스타디움 2002 |  |  |
| UTC+9 19:04     | 구로베 데루아키 88′ |       |               | 관중 수: 29,019        |  |  |
|                 |                     |       |               |                        |  |  |

### 2007 사이타마 시티컵
| 2007년 7월 17일 | 우라와 레즈                         | 2 - 2 | 맨체스터 유나이티드                       | 사이타마 스타디움 2002 |  |  |
| UTC+9 19:05     | 우치다테 히데키 25′ · 오노 신지 78′ |       | 대런 플레처 47′ · 크리스티아누 호날두 51′ | 관중 수: 58,716        |  |  |
|                 |                                     |       |                                           |                        |  |  |

### 2008 사이타마 시티컵
| 2008년 7월 31일 | 우라와 레즈                         | 2 - 4 | 바이에른 뮌헨                                       | 사이타마 스타디움 2002 |  |  |
| UTC+9 19:32     | 우메사키 쓰카사 56′ · 아베 유키 80′ |       | 미로슬라프 클로제 15′ · 루카스 포돌스키 20′ 42′ 62′ | 관중 수: 27,292        |  |  |
|                 |                                     |       |                                                     |                        |  |  |

### 2010 사이타마 시티컵
| 2010년 2월 13일 | 오미야 아르디자                                                         | 5 - 0 | 수원 삼성 블루윙즈 | 오미야 공원 축구장 |  |  |
| UTC+9 13:30     | 하시모토 하야토 14′ 68′ · 라파엘 마리아노 20′ · 이시하라 나오키 48′ 54′ |       |                    | 관중 수: 6,053     |  |  |
|                 |                                                                         |       |                    |                    |  |  |

### 2011 사이타마 시티컵
| 2011년 2월 20일 | 오미야 아르디자                                      | 3 - 0 | 우라와 레즈 | 오미야 공원 축구장 |  |  |
| UTC+9 13:34     | 김영권 53′ · 라파엘 마리아노 74′ · 히가시 케이고 93′ |       |             | 관중 수: 11,362    |  |  |
|                 |                                                      |       |             |                    |  |  |

### 2013 사이타마 시티컵
| 2013년 7월 26일 | 우라와 레즈   | 1 - 2 | 아스널                                    | 사이타마 스타디움 2002 |  |  |
| UTC+9 19:30     | 아베 유키 59′ |       | 루카스 포돌스키 49′ · 추바 아크폼 82′ 42′ | 관중 수: 40,769        |  |  |
|                 |               |       |                                           |                        |  |  |

### 2017 사이타마 시티컵
| 2017년 2월 12일 | 우라와 레즈         | 1 - 1 | FC 서울    | 우라와 코마바 스타디움 |  |  |
| UTC+9 13:34     | 나가사와 카즈키 83′ |       | 이상호 38′ | 관중 수: 11,444        |  |  |
|                 |                     |       |            |                        |  |  |

## 우승

### 구단별 우승 횟수
| 구단                       | 우승                                  | 준우승                       |
| -------------------------- | ------------------------------------- | ---------------------------- |
| 우라와 레드 다이아몬즈     | 5회 (2003†, 2004, 2006, 2007†, 2017†) | 4회 (2005, 2008, 2011, 2013) |
| 오미야 아르디자            | 2회 (2010, 2011)                      |                              |
| FC 바이에른 뮌헨           | 1회 (2008)                            | 1회 (2006)                   |
| 페예노르트                 | 1회 (2003†)                           |                              |
| FC 바르셀로나              | 1회 (2005)                            |                              |
| 맨체스터 유나이티드 FC     | 1회 (2007†)                           |                              |
| 아스널 FC                  | 1회 (2013)                            |                              |
| FC 서울                    | 1회 (2017†)                           |                              |
| FC 인테르나치오날레 밀라노 |                                       | 1회 (2004)                   |
| 수원 삼성 블루윙즈         |                                       | 1회 (2010)                   |

† 무승부일 경우 별도의 연장전이나 승부차기 없이 공동으로 우승한다. 공동우승한 해에는 준우승 구단이 없다.

## 같이 보기
- 우라와 레드 다이아몬즈
- 오미야 아르디자